# 洛娜·汤克斯
洛娜·汤克斯（英語：Lorna Tonks，1988年12月8日—），澳大利亚女子游泳运动员，主攻蛙泳。她曾代表澳大利亚参加2014年英联邦运动会游泳比赛，获得一枚金牌和一枚银牌。